# Uprchlický tábor v Havlíčkově Brodě
Uprchlický tábor v Havlíčkově Brodě (dříve v Německém Brodě) existoval během první světové války pro potřeby obyvatel Rakousko-Uherska, kteří uprchli před ruskou okupací východních částí země (tj. Haliče a Bukoviny). 

## Historický vývoj
V prvních měsících první světové války došlo na východní frontě k překvapivému postupu ruské armády. Válečné běsnění ale i příchod cizích armád donutil řadu místních obyvatel, především Poláků, Ukrajinců a také Židů k útěku. V obavách z přeplnění měst a zvýšení kriminality zakázaly rakousko-uherské úřady pobyt uprchlíkům nejprve ve Vídni, později v Praze a nakonec všech větších městech. Utečenci se tak začali shromažďovat na venkově a pokoušeli se zajistit si ubytování a živobytí. Rakousko-uherské úřady se tuto situaci pokoušely nějakým způsobem organizovat, a tak bylo rozhodnuto o vybudování uprchlického tábora. Havlíčkův Brod (tehdy Německý Brod) byl jedním z míst, kam v první fázi války uprchlíci přicházeli ve značném počtu. 

## Vybudování a provoz tábora
Tábor byl realizován jako obytná kolonie velkých dřevěných domů. Realizovaly ji firmy, které již v té době měly zakázky u rakousko-uherské vlády a mimo jiné se podílely i na výstavbě uprchlického tábora v Chocni, který měl obdobný účel jako ten havlíčkobrodský. Budován byl tři měsíce během léta 1915 a stavební práce vykonali italští uprchlíci. Nejprve byli v táboře ubytování především Italové původem z Istrie a dalších oblastí Rakousko-Uherska, které byly většinově italské a kde probíhala válka. 
Původně zde bylo postaveno 60 staveb, do konce války se jejich počet rozšířil na něco kolem stovky. Celkem bylo v táboře ubytováno během války téměř deset tisíc lidí. Tábor měl vlastní školu, vlastní dílny, ošetřovnu i porodnici. Šíření epidemií, které provázely celou první světovou válkou, měla zabránit desinfekční stanice. Po návratu Italů domů byli v táboře ubytování uprchlíci z Haliče, několik Italů ale zůstalo zaměstnaných v táboře až do konce války. Tábor v Havlíčkově Brodě byl největším židovským uprchlickým táborem na území českých zemí. 
I přes všechnu snahu zabránit šířením nemocí nakonec došlo v táboře k vypuknutí epidemie skvrnitého tyfu, které několik stovek uprchlíků podlehlo. Město Havlíčkův Brod nechalo proto zřídit hřbitov, kde byli tito lidé pochováni. Většina Židů tábor opustila poté, co byl podepsán Brestlitevský mír a válka s Ruskem skončila. Po nějakou dobu sloužil celý areál pro válečné sirotky, později po skončení první světové války pro maďarské zajatce z války na Slovensku. Následně byl areál rozebrán a dřevo využito na jiné stavby.